# Debian Free Software Guidelines
Debian Free Software Guidelines (DFSG) är en uppsättning riktlinjer som  Debian-projektet använder för att bestämma om en programvara kan anses lyda under en fri programvarulicens, vilket i sin tur är avgörande för om en programvara kan inkluderas i Debian. Annan programvara kan distribueras av Debian, men skilt från den officiella distributionen ("non-free" och inte "main").

## Riktlinjerna
1. Fri redistribution, också kommersiellt och tillsammans med annan programvara. Ingen royalty eller avgift får krävas för detta.
2. Källkod måste finnas tillgänglig. Programmet måste få distribueras både som källkod och som kompilerat program.
3. Modifieringar och derivat tillåts. De måste få distribueras på samma villkor som det ursprungliga programmet.
4. Licensen kan kräva att programmerarens källkod skall behålla sin integritet (som en kompromiss för TeX). Programmet måste få distribueras tillsammans med förändringar till den ursprungliga koden och också i binärform, med förändringarna inkompilerade. Licensen kan kräva att sådana modifierade versioner ges ett annat namn.
5. Ingen diskriminering mot individer eller grupper.
6. Ingen diskriminering med avseende på vad man får göra med programmen (som till exempel förbud mot kommersiellt användande)
7. Licensen måste gälla alla som programmet distribueras till.
8. Licensen får inte vara Debian-specifik.
9. Licensen får inte ställa krav på andra programvaror som distribueras tillsammans med den licensierade.
10. GPL, BSD och "artistic license" är exempel på licenser som anses fria.